# Polioptila clementsi
La perlita de Iquitos (Polioptila clementsi) es una especie de ave paseriforme de la familia Polioptilidae, perteneciente al numeroso género Polioptila. Ha sido descrita recientemente, es decir, es nueva para la ciencia. Fue descubierta a fines de 1997 por el ornitólogo José Álvarez Alonso en los alrededores de la ciudad de Iquitos, en el nororiente peruano, en la Reserva Nacional Allpahuayo Mishana y fue descrita en 2005 por medio de un artículo publicado en junio de ese año en la revista científica Wilson Bulletin.

## Distribución y hábitat
Se encuentra únicamente en una pequeña región del noreste amazónico de Perú, en Loreto, en la Reserva Nacional Allpahuayo Mishana, al oeste de Iquitos, en el dosel de selvas húmedas de suelos arenosos blancos, denominados varillales, hasta los 150 m de altitud.

## Estado de conservación
A pesar de todavía no evaluada o reconocida por la Unión Internacional para la Conservación de la Naturaleza (IUCN), los autores de la descripción recomiendan que sea calificada como críticamente amenazada de extinción. Todo el rango de distribución de la perlita de Iquitos está oficialmente protegido. Sin embargo, se confirma su presencia en apenas seis localidades en un área total de 2000 ha debido a que el hábitat conveniente de varillal está altamente fragmentado. Se estima un máximo de 50 parejas en la reserva Allpahuayo Mishana en apenas 15 kilómetros cuadrados, quizás el área más limitada de cualquier otra especie en el mundo. En las últimas tres décadas, un alto porcentaje del antes extenso hábitat de varillal en o rodeando la zona de distribución de la perlita ha sido fragmentado o destruido.
Desde octubre de 2005 es el ave emblemática de la ciudad de Iquitos, declarada por la Municipalidad Provincial de Maynas.

## Sistemática

### Descripción original
La especie P. clementsi fue descrita por primera vez por los ornitólogos estadounidense Brett M. Whintey y peruano José Álvarez Alonso en 2005 bajo el mismo nombre científico; su localidad tipo es: « Zona Reservada Allpahuayo-Mishana, 03° 55'S, 73° 29'W, margen sur del río Nanay, aproximadamente 25 km oeste -suroeste de Iquitos, Loreto, Perú; elevación 150 m». El holotipo, un macho adulto, colectado por Álvarez Alonso el 15 de diciembre de 1998, se encuentra depositado en Museo de Historia Natural de la Universidad de San Marcos en Lima, bajo el número MUSM 21113.

### Etimología
El nombre genérico femenino «Polioptila» es una combinación de las palabras del griego «polios» que significa ‘gris’, y «ptilon» que significa ‘plumaje’; y el nombre de la especie «clementsi» honra al Dr. James F. Clements (1927–2005), autor de la primera guía de las aves del Perú, y famoso luchador para la conservación del medio ambiente en el mundo.

### Taxonomía
La presente especie hace parte del denominado «complejo Polioptila guianensis» junto a las especies amazónicas perlita del Río Negro Polioptila facilis y perlita de Pará P. paraensis que eran tratadas como subespecies de P. guianensis hasta el año 2017 en que fueron separadas como especies plenas con base en los estudios morfológicos y de vocalizaciones de Whitney y Álvarez (2005) —en esta misma publicación se describió a la presente especie— y Whittaker et al. (2013) —en esta misma publicación se describió la nueva especie perlita del Inamabari P. attenboroughi—, corroborados por los análisis filogenéticos de Smith et al. (2018).